# TBS放送センター
TBS放送センター（ティービーエスほうそうセンター）は、東京都港区赤坂にあるビル。所有者はTBSホールディングス。TBSテレビとTBSラジオの本社オフィス及びスタジオを有する。建物の延床面積は、在京キー局の社屋のなかでは、FCGビル（フジテレビ本社ビル）と日本テレビタワー（日本テレビ本社ビル）に次ぎ、3番目の広さである。通称『ビッグハット』。
東京メトロ千代田線赤坂駅前に所在する。TBS主導の再開発地区である「赤坂サカス」内のビルの一つである。

## 概要
1984年1月、東京放送（TBS。現・TBSホールディングス）の山西由之社長（当時）が「放送センター建設」の意思を表明した。ほかの在京キー局と比べ、TBSは社有地が比較的に広大なため（戦前期は近衛歩兵第3連隊の司令部）、別館ビルとゴルフスタジオを取り壊すことで移転せずに新社屋を建設することが可能だった。1985年、放送センター特別委員会が報告書を提出した。その内容は、TBSの赤坂に社有地と払下げを求める国有地を合わせた66,729㎡の土地に、延べ床面積66,759㎡の放送センターを建設する。放送センターにラジオスタジオ八つ、テレビスタジオ五つを設置、TBSの全機能を集約する。
1990年5月14日、新社屋建設計画を正式に公表した。建設計画も修正され、ラジオスタジオが8、テレビスタジオが6（うち報道スタジオとパノラマスタジオ各1）になった。スタジオは主に低層部と中層部に設置する。工事の総工費は1,200億円、うち500億円は社債で賄う。
1991年5月21日、起工式を行い工事を開始した。1994年4月25日に竣工式を行い、工事に2年11か月を費した放送センターが完成した。翌日から局舎の移転作業が始まり、主に土日を利用して作業した。10月3日早朝、テレビとラジオの送出が新放送センターに切り替えられた。新放送センターから最初に放送したテレビ番組は、5時25分からの5分間特別番組『ニューTBS 輝き!のスタート』、ラジオ番組は5時からの『起き抜け一番!榎さんのニュース&ミュージック』。竣工後、アメリカCBS、ドイツZDF、ロシアRTR、韓国YTNの東京支局もTBS放送センターに設置した。

## 建築構造
放送センターの高層部分は前面にあり、中層と低層部分は後方にある。地下1階は駐車場、地下2階は中継車専用駐車場と冷暖房・エネルギー管理設備がある。
1階には総合受付とロビー（唯一の一般客の入場可能エリア）、中央管理室及び防災センター。2階から4階までは主にテレビスタジオと報道局、情報制作局などのスペース。5階から8階までは主に事務スペースでコンテンツ制作局・スポーツ局などもこのフロアにある。9階にはTBSラジオの本社機能（スタジオと事務スペース）、10階以上の部分は、主に事務室、社員の福利厚生施設である社員食堂（「赤坂亭」、「カフェテリア」、「Jクラブ」、喫茶店「プロント」の4つがある）・医務室・理髪室・コンビニ（セブン-イレブンTBS放送センター店、12階）・銀行ATM（三井住友銀行の企業内ATMおよびセブン銀行ATM、いずれも12階） のほか、関連子会社などのオフィス・海外メディアの日本支局がある。15階はBS-TBSの本社機能（事務スペース）、20階は役員スペースとなっている。
最上部にある2層の円形パラボラデッキは愛称「ビッグハット」の由来。このパラボラデッキはヘリポートになっており、ドラマや音楽番組などの収録にもしばしば使われている。このパラボラデッキに無線送受信設備を設置しているほか、夜になるとライトアップされ、照明の色が翌日の天気予報になっている（晴れはオレンジ、曇りは白、雨は青）。
2018年3月までは10階にもTBSラジオの本社機能があった。かつてはTBSと関係の深い東京エレクトロンの本社も入居していたが、2008年に隣接地に赤坂Bizタワーが竣工したことに伴いそちらに移転している。
その他、一ツ木通り側の入口には正面ゲート守衛詰所・車両検問所の建屋があり、放送センターと同じような円盤形の屋根がついていることからビッグハットにちなみ「スモールハット」と称されている。
北側にはAスタジオの大道具搬入口へ繋がる、高低差12ｍの二段坂（通称『心臓破りの坂』）があり、春秋の改編期特番『オールスター感謝祭』では、移転2日前に放送された1994年秋の回から『赤坂5丁目ミニマラソン』などの企画で使われている。坂の途中には「北玄関」と呼ばれる専用口がある。
南側には赤坂通りから直接入れる『南公園』があり、1992年12月30日から1993年1月1日に放送された『元旦まで感動生放送!史上最大39時間テレビ「ずっとあなたに見てほしい 年末年始は眠らない」』の企画の一環で、オーストリアの芸術家・フンデルトヴァッサーが手掛けた「21世紀カウントダウン時計」（緑山スタジオより移設）が設置されている。その後の「21世紀カウントダウン時計」付近は管理が行き届かない状態になり、時計も動かなくなったが、2021年10月から2022年夏までは『THE TIME,』の番組内で当時司会を務めていた香川照之が「THE TIME,の森」として再生プロジェクトを行っていた。しかし、本人の不祥事による緊急降板でプロジェクト自体が自然消滅している。また、かつてはウルトラマンマックスとメビウスの立像もあったが、老朽化のため2023年8月に撤去されている。
ロゴマーク変更に伴い、2020年4月1日より正面中央などの看板が架け替えられた。また、パラボラデッキ下に竣工時からあったローマン体ロゴのネオンサインが撤去された。

## スタジオ

### ラジオスタジオ
ラジオスタジオは9階に集約されており、第2から第8までの計7つのスタジオを構える。
- 第2・第3・第4スタジオ： 収録番組で使用する録音スタジオ。
- 第5スタジオ：ラジオCM専用の録音スタジオ。
- 第6スタジオ：生放送・録音スタジオ。生番組は2022年4月改編時点で『アフター6ジャンクション』『金曜ボイスログ』『土曜朝6時 木梨の会。』『地方創生プログラム ONE-J』が使用。
- 第7・第8スタジオ： 生放送スタジオ。生番組は2022年4月改編時点で第7スタジオは『森本毅郎・スタンバイ!』『ジェーン・スー 生活は踊る』『荻上チキ・Session』『JUNK』（火曜は不定期）『蓮見孝之 まとめて!土曜日』『井上貴博 土曜日の『あ』』『安住紳一郎の日曜天国』、第8スタジオは『生島ヒロシのおはよう定食・一直線』『パンサー向井の＃ふらっと』『こねくと』『金曜ワイドラジオTOKYO えんがわ』『アシタノカレッジ』『土曜ワイドラジオTOKYO ナイツのちゃきちゃき大放送』『TALK ABOUT』『爆笑問題の日曜サンデー』が使用。

TBSラジオの多くの生ワイド番組は、第6・7・8スタジオを交互に使用している。旧局舎にあった「パノラマスタジオ」と「レインボースタジオ」の機能を継承しているため、隣接している第7・8の両スタジオには赤坂サカスの敷地や国会議事堂方面を望める窓が配置されているほか、両スタジオの間が仕切りガラスで区切られている。この仕切りガラスを介して放送中のクロストークもしばしば行われる（『パンサー向井の＃ふらっと』と『ジェーン・スー 生活は踊る』、『生活は踊る』と『こねくと』など）。通常カーテンが閉められており、クロストークの時に開ける。クロストークを行わない場合もある（隣接しない第6スタジオを使う番組（音声のみ繋ぐ）や前後の番組が全国ネットの場合、パーソナリティの意向など）。
- ニューススタジオ：定時ニュースのほか、生ワイド番組中に挿入されるニュースでも使用。現社屋完成時には、2階のTBSテレビ報道局内に「ラジオニューススタジオ」としてブースのみ設置されていたが、後に廃止され（ブース自体は残るも別用途に転用）9階のラジオ情報フロア内の一角（第7・8スタジオの横）にマイクとアンプが設置され、2000年頃からは同フロア内にブースを新設し、そこから放送されている（なおサブ＝副調整室はなく、生番組放送中はそのスタジオの副調整室から、録音番組中や定時ニュースでは主調整室から直接駆動）[注 6]。

スタジオが主に更新工事など都合で使えない場合は他のスタジオを代わりに使用する。一例として、毎年12月30日は『輝く!日本レコード大賞』のラジオ中継で第6スタジオを親スタジオとして使用する関係上、同日とその前日（12月29日）は各ワイド番組で使用するスタジオを通常と交替する形で放送される。
2021年3月に第8スタジオの照明や内装、動画配信用の機材を含む大規模な設備更新が行われた。これに伴い、『アシタノカレッジ』などでの動画配信の画質が向上している。
2022年2月末から3月にかけて、第7スタジオを閉鎖して大規模な設備の更新工事が行われた。
スタジオのマイクは、文化放送・ニッポン放送・TOKYO FMなど大概のラジオ局で見られる卓上式ではなく、天井から吊るされたものが使われている。またレール式になっており、マイクの位置を左右に動かすことも可能である。この形のマイクは各スタジオに4本ずつあり、増設するときは卓上式のものを追加して使用する。また、TBSラジオでは大概のラジオ局に見られるカフスイッチが存在せず、マイクのオン・オフをミキサーが行っている。そのため、ブースのテーブルには時刻確認用の時計の上にオンかどうかを知らせるタリーランプがついており、パーソナリティはそれを注視する。ただし、咳が出そうなときのために時計に付属される形で「ミュートスイッチ」が設置されており、それを押し下げることで一時的に放送上に乗らないようにすることができるシステムとなっている。一部スタジオの時計には社名変更後もTBS R&C時代の企業ロゴがそのまま描かれている。
第8スタジオでは、2021年3月の設備更新に伴い、タリーランプおよびミュートスイッチが時計から分離され、時計は汎用のものに変更された。
TBSラジオの放送音声は放送センター内に館内放送として流されており、TBSラジオの本社・スタジオのある9階だけではなくアナウンスセンターや食堂にも流れている。番組内ではパーソナリティやアナウンサーがそれをネタにすることも多い。
2020年4月より新型コロナウイルス感染防止の観点から、スタジオのドアを常に解放・換気した状態で放送しており、テーブルには透明のアクリル板を2023年5月まで置いていた。2020年4月5日までは対面に座る人物を遮るようにテーブル中央に横向きに置いていたが、翌6日からはさらに縦向きのものが追加され十字形となった。さらに、当時放送されていたワイド番組『たまむすび』のパーソナリティ・赤江珠緒が感染した関係で4月上旬の2週間、第8スタジオを緊急閉鎖し、消毒作業を実施した。その間生ワイド番組は第6スタジオと第7スタジオを交互に使用する形になり、クロストークは第6スタジオと第7・8スタジオの距離の関係で音声を繋ぐのみとなった。
第8スタジオの閉鎖解除後は、パーソナリティ・スタッフに関係なく、また、ゲストであってもマスク着用の義務（後に緩和されたが、2021年夏のデルタ株の流行に伴い再度義務化された）、さらに1つのスタジオにつき定められた人数（当初は2人でその後は4人までに緩和された）以上での放送を禁止し、それ以上の人数で行う場合は通常収録に用いる第2 - 4スタジオやワイド番組パーソナリティの意向も含めスタジオ外やTBS社外の一室などにリモート機材を設置した臨時のスタジオ、また、第7・8スタジオを使う番組では隣接するスタジオも使用し、上記クロストークの要領で放送する形をとっていた。また一部の収録番組は外部のスタジオを借用して対応している。

### テレビスタジオ
1994年10月の移転当初はA・B・C・N・Pスタジオから稼働開始し、D・E・Fスタジオは移転後暫く経ってから機材導入・稼働開始となった（Dスタジオを用いる情報番組はそれまでBスタジオを代用）。
- Aスタジオ（4K対応[16]、4F、260坪）…本社最大のスタジオ※、『情報7daysニュースキャスター』、『アッコにおまかせ!』、『オールスター感謝祭』（休憩タイム）、『音楽の日』、『キングオブコント』（以前はBスタジオ）、『CDTVライブ!ライブ!』、『がっちりマンデー!!』、『有吉ジャポン』、『モニタリング』、『櫻井・有吉 THE夜会』など。国政選挙の開票特別番組[注 8]でもメインスタジオとして使用される。かつては『ブロードキャスター』、『サタデーずばッと』、『さんまのSUPERからくりTV』、『関口宏の東京フレンドパークII』、『うたばん』、『テベ・コンヒーロ』などでも使用。
- Bスタジオ（HD/SD、4F、260坪）…本社最大のスタジオ※ 、『オールスター感謝祭』（セットは『オールスター後夜祭』でも使用）、『音楽の日』、『水曜日のダウンタウン』、『マツコの知らない世界』、『ジョブチューン』、『ザ・ベストワン』、『それSnow Manにやらせて下さい』、『クイズ☆正解は一年後』など。かつては『クイズ☆タレント名鑑』、『有田哲平の夢なら醒めないで』、『ライブB♪』、『ぴったんこカン・カン』、『炎の体育会TV』、『中居正広の金曜日のスマイルたちへ』、『有田ジェネレーション』などでも使用。
- Cスタジオ（HD対応、4F、約180坪[17]）…バーチャル対応スタジオ 『王様のブランチ』（セットは兄弟番組『よるのブランチ』、『プチブランチ』でも大部分を共用）、『サンデーモーニング』など。また、『情報7days ニュースキャスター』でもAスタジオが使用出来ない場合に使用される。かつては『はなまるマーケット』、『クレイジージャーニー』（木曜深夜時代）などでも使用。
- Dスタジオ（HD対応、2F、約180坪[17]）…主に情報系生番組で使用。 『THE TIME,』、『THE TIME’』[注 9]、『ひるおび』（セットを『キニナル金曜日』でも使用）、『サンデージャポン』、『噂の!東京マガジン』など。
- Eスタジオ（4K対応、3F、約24坪）…BS用スタジオ、『報道1930』『サンデーニュース Bizスクエア』（共にBS-TBS）、他に地上波・BSの中継番組（スポーツ含む）送出サブとしても使用。
- Fスタジオ（HD/SD、3F、約24坪）…バーチャル対応スタジオ、Eスタジオと同様、中継番組の送出サブとして使用可能。2019年10月から2020年9月までは『グッとラック!』（9時55分以降）のセットが常設されていた。2022年1月から2023年3月までは『THE TIME,』のリモート用スタジオとして使用していた。
- Gスタジオ（旧ラジオ第1スタジオ、4K対応、8F、40坪）…以前はTBSラジオが運用するスタジオで、公開放送や公開収録が可能な大型スタジオだった。増加しているラジオ以外のスタジオ需要に対応するため、2018年にラジオ・テレビ・配信などに対応出来るマルチユーススタジオに改修。名称を「Gスタジオ」に改めた[18]。サブの機材は可動式となっており、ラジオ制作時はミキサーが音像の中心に来るよう、音声調整卓を移動することが出来る[19]。Gスタジオへの改修時にTBSテレビへ運用を移管した。『らんまんラジオ寄席』（TBSホール閉鎖後から使用）、Paravi版『有田ジェネレーション』など。
- Hスタジオ（TBS AKASAKA BLITZ STUDIO）（4K対応[20]、赤坂サカス内にある、テレビ番組専用スタジオ、面積不明）…2020年9月22日にライブハウスとして営業を終了した赤坂BLITZを建物を壊さず収録スタジオとしてリニューアル工事をし完成させたスタジオ。東京メディアシティで収録していた番組を集約した。『世界ふしぎ発見!』、『お笑いの日』など。かつては『報道の日2022 第1部』、『東大王』、『ジョンソン』などでも使用。マスターとは接続されておらず、生放送番組で使用する場合は放送センター内のスタジオを受けサブとして使用する必要がある[20]。
- Nスタジオ（HD/SD、2F、約180坪[21]）…報道局に隣接したスタジオ[注 10] 『JNNニュース』（平日昼・週末朝）、『Nスタ』、『JNNフラッシュニュース』（平日）、『news23』、『ラヴィット!』[注 11][注 9]、『報道特集』、『ウィークエンドウェザー』、『S☆1』、『ひるおびJNNニュース』[注 12][注 13]など[22]。
- Pスタジオ（HD/SD、6F、約25坪）…外が見えるガラス張りのパノラマスタジオ[注 14]、スポーツ局と同じ階にあり、中継番組の送出サブなどスポーツのメーンスタジオとして、かつては『スーパーサッカー』でも使用。
- Sスタジオ<3代目>（HD対応、2F、報道フロア内に設置、面積不明）『TBS NEWS』（CS放送）専用
- 報道カメラ（HD対応、2F、報道フロア内に設置、面積不明）『JNN NEWS』（平日午前・午後、週末昼・深夜、年末年始）、『TBS NEWS』、『JNNフラッシュニュース』（日曜日）など[注 15]。2019年9月2日から移転以来初めてフロアレイアウトが大幅変更され、Nスタジオと隔てるガラス窓の前にブースが置かれるようになった。これに伴い、週末朝を除く定時ニュースがNスタジオからこの場所へ変更となった。そのため、Nスタジオとは前述したガラス横の通用口で直結している。その後、平日昼のみNスタジオからの放送に戻っている。

※AスタジオとBスタジオには160㎡の共通スペースがあり、美術搬入口が一体化している為、共同搬入口部を用いて連結が可能。ちなみに、もう一つの美術搬入口が横のCスタジオとつながっている。（美術倉庫が『オールスター感謝祭』赤坂5丁目ミニマラソンのコースの一部になっている。）
※AスタジオとBスタジオのロビーも共通の吹き抜けスペースになっており、出演者・スタッフの待ち合わせや打ち合わせのための場所になっている。また、バラエティ番組の企画でこのロビーが使われることが多数ある。ロビー周辺には出演者控室やリハーサル室があり、リハーサル室は番組収録や音楽番組にアイドルグループなど大人数のグループが出演する際の控室としても用いられる。

#### 過去に存在したスタジオ
- Sスタジオ<初代>（2F、面積不明）…『TBSニュースバード』初代スタジオ。現在はインタビュールームとして使用されている[23]。
- Sスタジオ<2代目>（2F、面積不明）…『TBSニュースバード』2代目スタジオ。報道局内ニュースバード制作スペース内、初代Sスタジオの隣に設置されたオープンスタジオ。2019年夏にCSニュースの制作スペースがNスタジオ隣へ移動し、そこに隣接する格好で3代目となる「新・Sスタジオ」（初代Sスタジオ同様に密閉型で再設置）が稼動するため、閉鎖・撤収。
- スタジオサカス（赤坂サカス内にある、オープンスタジオ。サブは本社内の既存サブを使用。）『サカスさん』、『イブニングワイド』で使用された。『イブニングワイド』終了後に解体され、現存しない。
- カフェスタ （TBS敷地内にあったカフェレストラン「メゾン・ド・アンシー」に設置したオープンスタジオ。サブは本社内のNスタジオを使用）『おはようクジラ』で使用された。番組終了後の1999年4月以後はスタジオとして機能せず、レストランは赤坂サカス再開発により2002年4月末に閉店。

## 愛称
TBSは放送センターの愛称を一般公募した。19,540通の応募があり、社内委員会の選考と社員100人の投票で「ビッグハット」が選ばれた。この案は3人からの応募があり、抽選で千葉県松戸市在住の主婦が受賞し、100万円の賞金が贈られた。「ビッグハット」のネーミングは、前述した屋上のパラボラデッキから由来している。

## 騒動
- 2021年9月4日23時40分頃、放送センターの敷地内でビートたけし（お笑いタレント・映画監督）が乗った車のフロントガラス等がつるはしによって数回叩かれる事件が発生した。警備員の通報により駆け付けた警視庁赤坂署の署員により当時40代男の身柄を確保。その際男は刃渡り約10cmの小刀を所持していたため銃刀法違反の現行犯で逮捕された[24]。たけしは当時レギュラー出演していたTBSテレビの情報番組『新・情報7daysニュースキャスター』の生放送終了後帰宅する際の出来事だった。
- 2024年5月16日13時頃、放送センター8階のスタッフルームで“ぼや”が発生した。電動アシスト自転車のバッテリーから出火し、居合わせた社員らが消火器で鎮火させた。けが人は居なかった[25]。その際消防車16台が駆けつけ、大勢の社員らがビルの外へ避難するなど、一時騒然となった[26]。